# Supositori

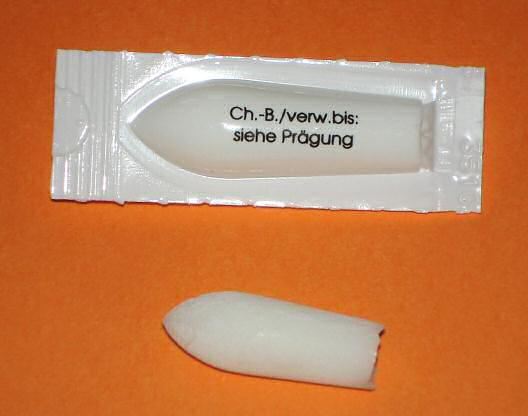
Típica forma d'un supositori i el seu embolcall.

El supositori és una forma farmacèutica que s'introdueix pel recte, de consistència sòlida i forma cònica i arrodonida en un extrem. Té una longitud de 3-4 cm i un pes d'entre 1-3 g. Cada unitat inclou un o diversos principis actius, incorporats en un excipient que no ha de ser irritant, el qual ha de tenir un punt de fusió inferior a 37 °C.

## Característiques
Els excipients dels supositoris poden ser:
- Liposolubles: Són els més utilitzats, entre altres hi ha la mantega de cacau, els glicèrids semisintètics i els olis polioxietilenat saturats.
- Hidrosolubles: polietilenglicols (PEG).

S'utilitzen per a afavorir el buidament del recte en persones que pateixen de restrenyiment, per alleugerir els hemorroides (a través d'agents hidratants o vasoconstrictors), o per administrar fàrmacs que no toleren una altra via d'administració.
En el primer cas, se solen elaborar amb sabó, o glicerina o bé mantega de cacau i busquen induir el peristaltisme. En el segon cas, el supositori actua directament sobre l'àrea de contacte, i en el tercer cas, s'aprofita el plexe hemorroïdal (conjunt de venes que hi ha a nivell del recte) perquè sigui absorbit el principi actiu. Des d'aquí, via la vena cava inferior arriben a la circulació sistèmica, de manera que se salten el pas pel fetge i, per tant, l'efecte de primer pas metabòlic. Però l'inconvenient és que l'absorció per aquesta via és molt irregular.
El seu ús està indicat també en pacients inconscients, sense capacitats de deglució o amb vòmits, així com en casos d'extrema intolerància a la ingesta de certs productes.

## Correcte aplicació
Els supositoris són d'ús més freqüent en els nens i, per tant, són els pares els encarregats de la seva administració. Està molt estès el costum d'introduir el supositori per la part més afilada, per facilitar l'entrada d'aquest. Però aquest costum és erròni. L'objecte d'esmolar una part del supositori és que cap a l'anus per la part retallada, quan està totalment introduït, l'esfínter anal pressiona sobre la part afilada, empenyent el supositori cap amunt a l'interior del recte, on es troben els plexes venosos que s'encarregaran de l'absorció del principi actiu.